# Jeremy Bulloch
Jeremy A. Bulloch (ur. 16 lutego 1945 w Market Harborough, zm. 17 grudnia 2020 w Londynie) – brytyjski aktor filmowy, telewizyjny, teatralny i głosowy. Występował w roli Boby Fetta w trylogii Gwiezdne wojny. Oprócz tego grał także role w takich serialach jak Doktor Who czy Robin z Sherwood.

## Życiorys
Urodził się w Market Harborough w hrabstwie Leicestershire jako jedno z sześciorga dzieci. Od piątego roku życia lubił grać i śpiewać po szkolnych przedstawieniach. Studiował aktorstwo w Corona Stage Academy.
W wieku dwunastu lat Bulloch po raz pierwszy pojawił się w reklamie płatków śniadaniowych. Mając 13 lat pojawił się jako chłopiec skaczący do wody w dramacie historycznym Roya Warda Bakera SOS Titanic (A Night to Remember, 1958) u boku Kennetha More’a w roli oficera Charlesa Lightollera. Jako 14-latek był uczniem w komedii Geralda Thomasa Carry on Teacher (1959) z Kennethem Connorem. Jego pierwszą regularną rolą była postać Terry’ego Bensona w serialu Counter-Attack! (1960) i Mike’a Browna The Chequered Flag (1960).
Później zagrał w kilku ważnych produkcjach kinowych, dzięki którym został zapamiętany przez widzów: Maria, królowa Szkotów (1971), Szpieg, który mnie kochał (1977) i Tylko dla twoich oczu (1981) oraz w serialach: Doktor Who (1965, 1973) i Robin z Sherwood (1983–1985).
Wcielił się w postać łowcy nagród Boby Fetta w filmach: Gwiezdne wojny: część V – Imperium kontratakuje (1980) i Gwiezdne wojny: część VI – Powrót Jedi (1983). Podczas kręcenia jednej ze scen Imperium kontratakuje pomylił swoją kwestię. Zamiast powiedzieć „Put captain Solo in the cargo hold” powiedział „Put captain cargo in the Solo hold”. W Imperium kontratakuje zagrał też postać porucznika Sheckila w mieście w chmurach. W 2005 wystąpił w niewielkiej roli kapitana Jeremocha Coltona w filmie Gwiezdne wojny: część III – Zemsta Sithów.

## Życie prywatne
Był żonaty z Maureen, z którą miał trzech synów.
Bulloch cierpiał na chorobę Parkinsona. Zmarł 17 grudnia 2020 w wieku 75 lat w szpitalu St George’s w Tooting w Londynie.

## Wybrana filmografia

### Filmy
- 1971: Maria, królowa Szkotów jako Andrzej
- 1973: Szczęśliwy człowiek jako ofiara wypadku / pacjent eksperymentalny / osoba podpisująca
- 1977: Szpieg, który mnie kochał jako HMS Ranger Crewman
- 1980: Gwiezdne wojny: część V – Imperium kontratakuje jako Boba Fett / porucznik Sheckil
- 1981: Tylko dla twoich oczu jako Smithers
- 1983: Gwiezdne wojny: część VI – Powrót Jedi jako Boba Fett
- 1983: Ośmiorniczka jako Smithers
- 2005: Gwiezdne wojny: część III – Zemsta Sithów jako kapitan Jeremoch Colton (cameo)

### Seriale TV
- 1965: Doktor Who jako Tor
- 1973: Doktor Who jako Hal
- 1983–1985: Robin z Sherwood jako Edward z Wickham
- 1989: Na sygnale jako Peter Cunningham
- 1993: Na sygnale jako Rodney Mulligan
- 1999: Arystokraci jako stary George Napier
- 2002: Tajniacy jako Roger Welks
- 2008: Kopignaty jako zamaskowany mężczyzna